# Campeonato Brasilero de clubes de Fútbol Playa 2017
El Campeonato Brasilero de clubes de Fútbol Playa de 2017 fue la segunda edición de este torneo de clubes de fútbol playa de Brasil. La disputa ocurrió en la Praia do Gonzaga en Santos, São Paulo. La competición contó con ocho equipos de seis estados. El campeón representó al país en la primera edición de la Copa Libertadores de Fútbol Playa, que se realizó en el mismo lugar entre el 9 y el 15 de enero de 2017. El torneo se iba a disputar en diciembre de 2016, pero fue aplazado por la Confederação Brasileira de Beach Soccer (CBSB) en respeto a las 71 víctimas de la tragedia de Chapecoense ocurrido el 29 de noviembre de 2016 en Colombia. Vasco da Gama derrotó al Sampaio Corrêa en la final, conquistando el título por primera vez y el cupo a la Copa Libertadores.

## Equipos participantes
| Grupo A                                | Grupo B                                |
| -------------------------------------- | -------------------------------------- |
| Avaí Botafogo Fluminense Vasco da Gama | Grêmio Rio Branco Sampaio Corrêa Sport |

## Fase de grupos

### Grupo A
| Equipo        | Pts. | PJ | PG | PG+ | PP | GF | GC | Dif. |
| ------------- | ---- | -- | -- | --- | -- | -- | -- | ---- |
| Vasco da Gama | 6    | 3  | 2  | 0   | 1  | 17 | 14 | +3   |
| Botafogo      | 6    | 3  | 2  | 0   | 1  | 13 | 13 | 0    |
| Fluminense    | 5    | 3  | 1  | 1   | 1  | 14 | 12 | +2   |
| Avaí          | 0    | 3  | 0  | 0   | 3  | 18 | 23 | -5   |

| Fecha              | Lugar  |            |                                      | Resultado      |                                      |            |
| ------------------ | ------ | ---------- | ------------------------------------ | -------------- | ------------------------------------ | ---------- |
| 5 de enero de 2018 | Santos | Fluminense | Bandera del estado de Río de Janeiro | 8-5            | Bandera del estado de Santa Catarina | Avaí       |
| 5 de enero de 2018 | Santos | Vasco      | Bandera del estado de Río de Janeiro | 5-3            | Bandera del estado de Río de Janeiro | Botafogo   |
| 6 de enero de 2018 | Santos | Avaí       | Bandera del estado de Santa Catarina | 7-8            | Bandera del estado de Río de Janeiro | Vasco      |
| 6 de enero de 2018 | Santos | Botafogo   | Bandera del estado de Río de Janeiro | 3-2            | Bandera del estado de Río de Janeiro | Fluminense |
| 7 de enero de 2018 | Santos | Botafogo   | Bandera del estado de Río de Janeiro | 7-6            | Bandera del estado de Santa Catarina | Avaí       |
| 7 de enero de 2018 | Santos | Vasco      | Bandera del estado de Río de Janeiro | 4-4 (2-3 pen.) | Bandera del estado de Río de Janeiro | Fluminense |

### Grupo B
| Equipo         | Pts. | PJ | PG | PG+ | PP | GF | GC | Dif. |
| -------------- | ---- | -- | -- | --- | -- | -- | -- | ---- |
| Sampaio Corrêa | 9    | 3  | 3  | 0   | 0  | 18 | 7  | +11  |
| Rio Branco     | 6    | 3  | 2  | 0   | 1  | 14 | 10 | +4   |
| Sport Recife   | 3    | 3  | 1  | 0   | 2  | 11 | 16 | -5   |
| Grêmio         | 0    | 3  | 0  | 0   | 3  | 7  | 17 | -10  |

| Fecha              | Lugar  |                |                                          | Resultado |                                          |                |
| ------------------ | ------ | -------------- | ---------------------------------------- | --------- | ---------------------------------------- | -------------- |
| 5 de enero de 2018 | Santos | Sport          | Bandera del estado de Pernambuco         | 4-3       | Bandera del estado de Río Grande del Sur | Grêmio         |
| 5 de enero de 2018 | Santos | Sampaio Corrêa | Bandera del estado de Maranhão           | 4-2       | Bandera del estado de Espírito Santo     | Rio Branco     |
| 6 de enero de 2018 | Santos | Rio Branco     | Bandera del estado de Espírito Santo     | 6-2       | Bandera del estado de Río Grande del Sur | Grêmio         |
| 6 de enero de 2018 | Santos | Sampaio Corrêa | Bandera del estado de Maranhão           | 7-3       | Bandera del estado de Pernambuco         | Sport          |
| 7 de enero de 2018 | Santos | Sport          | Bandera del estado de Pernambuco         | 4-6       | Bandera del estado de Espírito Santo     | Rio Branco     |
| 7 de enero de 2018 | Santos | Grêmio         | Bandera del estado de Río Grande del Sur | 2-7       | Bandera del estado de Maranhão           | Sampaio Corrêa |

## Fase final

### Disputa del 7º lugar
| 8 de enero de 2017 | Avaí | 1-3 | Grêmio | Arena da Praia do Gonzaga,, Santos |  |
| 9:00               |      |     |        |                                    |  |

### Disputa del 5º lugar
| 8 de enero de 2017 | Fluminense | 7-5 | Sport Recife | Arena da Praia do Gonzaga,, Santos |  |
| 10:15              |            |     |              |                                    |  |

### Disputa del 3º lugar
| 8 de enero de 2017 | Botafogo | 11-3 | Rio Branco | Arena da Praia do Gonzaga,, Santos |  |
| 11:30              |          |      |            |                                    |  |

### Final
| 8 de enero de 2017 | Vasco da Gama | 5-1     | Sampaio Corrêa | Arena da Praia do Gonzaga,, Santos |  |
| 13:00              |               | Reporte |                |                                    |  |

## Campeón
| Campeonato Brasilero de clubes de Fútbol Playa 2017 |
| --------------------------------------------------- |
| Vasco da Gama Campeón (1º título)                   |

### Premios individuales
| Mejor Jugador                   | Mejor Jugador | Mejor Jugador |
| ------------------------------- | ------------- | ------------- |
| Mauricinho ( Vasco da Gama)     |               |               |
| Goleador                        |               |               |
| Bryan ( Botafogo)               |               |               |
| 7 goles                         |               |               |
| Mejor Portero                   |               |               |
| Rafael Padilha ( Vasco da Gama) |               |               |

## Clasificación final
| Pos. | Equipo         | Resultado           |
| ---- | -------------- | ------------------- |
| 1    | Vasco da Gama  | Campeón (1º título) |
| 2    | Sampaio Corrêa | Subcampeón          |
| 3    | Botafogo       | 3º lugar            |
| 4    | Rio Branco     |                     |
| 5    | Fluminense     |                     |
| 6    | Sport Recife   |                     |
| 7    | Grêmio         |                     |
| 8    | Avaí           |                     |